# Son of my father
Nachts scheint die Sonne is een lied geschreven door Giorgio Moroder en Michael Holm. Het werd later bekend onder de titel Son of my father in een bewerking van Pete Bellotte. Daarna verschenen nog een Finse (Maantieltä talloon) en Italiaanse (Tu sei mio padre) en Nederlandse versie (Na al die jaren).

## Michael Holm
Nachts scheint die Sonne is een schlager gezongen door Michael Holm. Hij werkte in die tijd veelvuldig samen met een nog vrijwel onbekende Giorgio Moroder. In 1970 verscheen van hun beider hand muziek, onder de bandnaam Spinach. In 1971 verscheen Holms tweede soloalbum met de titel Michael Holm, die bijna voor 100 % volgeschreven is door Holm en Moroder.
Het plaatje haalde de Duitse hitparade, zonder dat het echter een van Holms grootste successen zou worden.

## Giorgio
Ongeveer gelijktijdig verscheen van Moroder onder diens bandnaam Giorgio de single I’m free now met op de B-kant Son of my father (part 1). Die laatste is een Engelstalige versie van Nachts scheint die Sonne. De schlagerklanken hebben plaatsgemaakt voor de synthesizer. Als medeschrijver doemt dan Pete Bellotte op. (Ariola 10403). Deze versie wordt alleen een hit in de Verenigde Staten. Het stond een aantal weken in de Billboard Hot 100 genoteerd. In de Nederlandse top 40 kwam het niet verder dan de tipparade.

## Chicory Tip
De versie van Giorgio werd beluisterd door muziekproducent Roger Easterby. Die bracht het samen met Des Champ onder de aandacht van het bandje Chicory Tip, dan nog zonder hits. De tekst van het lied werd na goed beluisteren van de Giorgioversie ingezongen boven een synthesizerpartij waarschijnlijk gespeeld door Chris Thomas, later zelf muziekproducent. Doordat Chicory Tip zong wat ze dachten dat ze gehoord hadden, week de versie af van die van Giogio. Er werden meer dan 1.000.000 exemplaren verkocht. Opnamen vonden plaats in de geluidsstudio van George Martin.

### Hitnotering
Chicory Tip haalde er de eerste plaats mee in de UK Singles Chart. Het stond dertien weken in de lijst, met drie weken op de eerste plaats. Deze versie stond ook enkele weken in de Billboard Hot 100, maar kwam lang zo ver niet als Giorgio’s eigen versie. Echter in Argentinië en België haalde het wel een eerste plaats.

#### Nederlandse Top 40
| Positie: | 29 | 10 | 4 | 4 | 5 | 5 | 9 | 13 | 25 | 37 | uit |

#### NederlandseDaverende 30
The Sweet met Poppa Joe, Slade met Look wot you dun en Sandra & Andres met Als het om de liefde gaat hielden het van de eerste plaats.
| Positie: | 24 | 15 | 5 | 4 | 6 | 6 | 12 | 13 | 15 | 28 | uit |

#### BelgischeBRT Top 30
Hier werd het gestuit door The Sweet met Poppa Joe en Middle of the Road met Sacramento (A Wonderful Town).
| Positie: | 14 | 10 | 3 | 3 | 5 | 4 | 7 | 7 | 8 | 17 | 22 | 20 | uit |

#### VlaamseUltratop 30
| Positie: | 21 | 16 | 10 | 6 | 3 | 2 | 1 | 2 | 5 | 5 | 5 | 10 | 17 | 26 | uit |

#### NPO Radio 2 Top 2000
| Nummer met noteringen in de NPO Radio 2 Top 2000 | '99  | '00  |
| ------------------------------------------------ | ---- | ---- |
| Son of my father                                 | 1857 | 1905 |

1. ↑  Een vetgedrukt getal geeft de hoogste notering aan.
2. ↑  Deze tabel is bijgewerkt tot en met de laatste editie (2024).